# Molytinae
Molytinae — підродина жуків родини Довгоносики (Curculionidae). Поширені по всьому світі, деякі види є сільськогосподарськими шкідниками в Америці. Більшість видів пов'язані з хвойними деревами. Личинка розвивається у гнилих пнях і не заподіює шкоди, але дорослі жуки можуть знищити безліч молодих дерев, гризучи рани в корі так, щоб дерева висихали.

## Опис
Сягають різних розмірів (від 3 до 20 мм). Тіло довгасте, зазвичай з темним кольором і нерівними поперечними смугами. Голова досить велика з довгою, тонкою мордою, яка часто дещо розширена у зовнішній половині. Антени зазвичай прикріплені поруч з кінчика морди і досить довгі й потужні. Грудний щит трохи ширший, ніж довгий, із закругленими сторонами. Надкрила, як правило, більш-менш овальної форми, з або без чіткими рядками цяток. Ноги довгі й сильні, закінчуються гострими колючками, які роблять жуків дуже чіпкими.

## Спосіб життя
Більшість видів пов'язані з хвойними, особливо багато з різними видами сосни. Личинки розвиваються в мертвій деревині або під корою ослаблених, але все ще живих дерев. Розвиток личинок може бути багаторічним, а дорослі жуки можуть жити протягом декількох років. Дорослі жуки гризуть кору молодих гілок і пагонів і, тим самим, можуть завдати великої шкоди плантаціям. Є також види, які живуть у ґрунті, пошкоджуючи кореневища різних трав, в тому числі борщівника (Heracleum) і (Petasites).

## Класифікація
Підродина включає наступні триби:
- Amalactini
- Aminyopini
- Amorphocerin
- Anchonini
- Cholini
- Conotrachelini
- Cycloterini
- Dinomorphini
- Euderini
- Galloisiini
- Guioperini
- Hylobiini
- Ithyporini
- Juanorhinini
- Lepyrini
- Lithinini
- Lymantini
- Mecysolobini
- Metatygini
- Molytini
- Nettarhinini
- Pacholenini
- Paipalesomini
- Petalochilini
- Phoenicobatini
- Phrynixini (інколи в Curculioninae)
- Pissodini
- Sternechini
- Styanacini
- Thalasselephantini
- Trachodini
- Trigonocolini
- Trypetidini (інколи в Curculioninae)

## Галерея

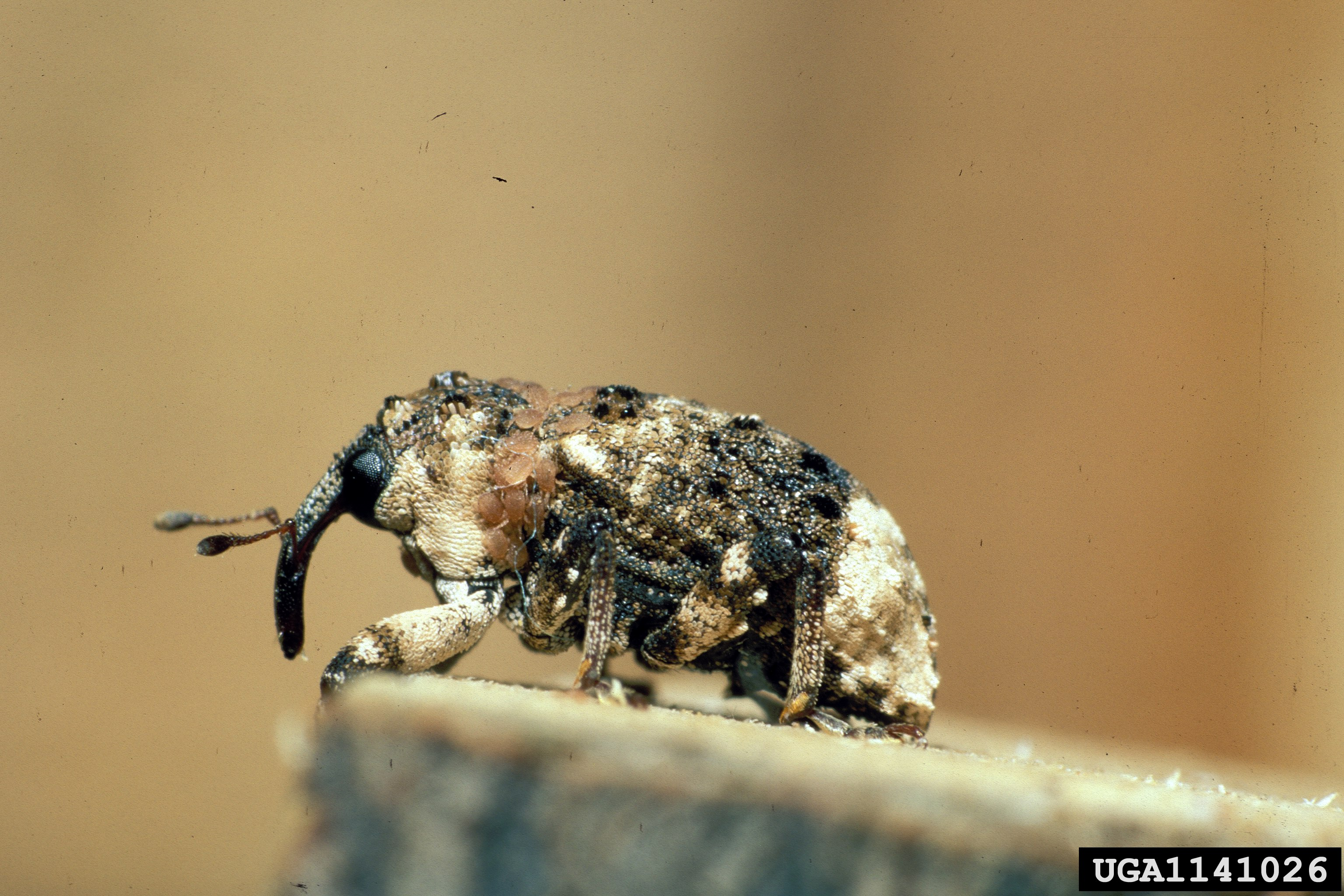
Cryptorhynchus lapathi
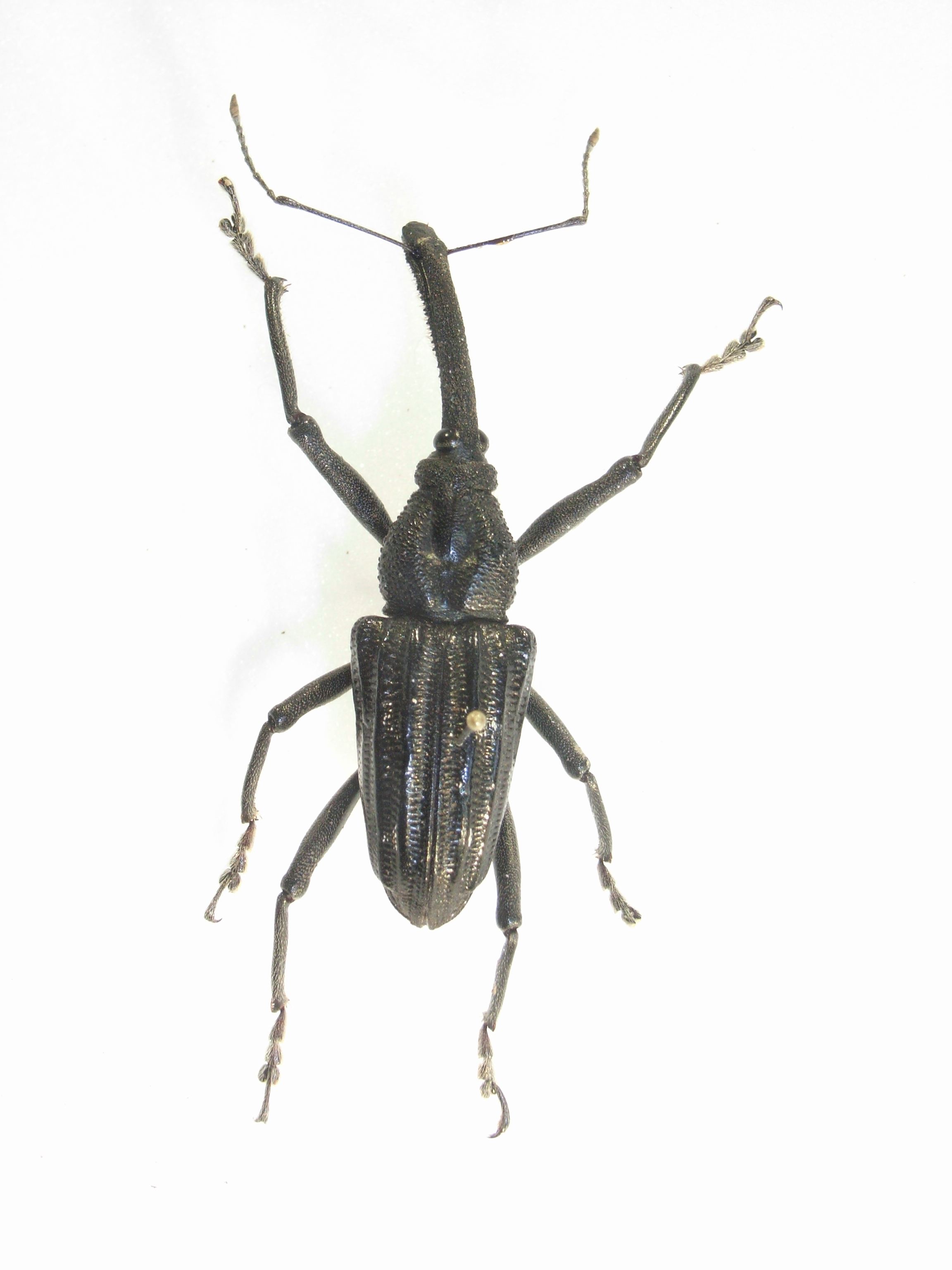
Vanapaoberthuri sp.
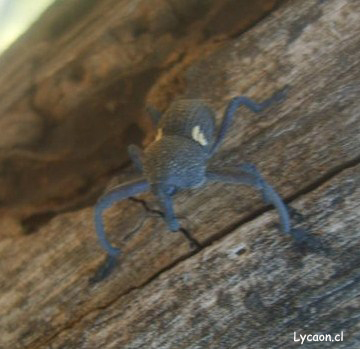
Rhyephenes humeralis
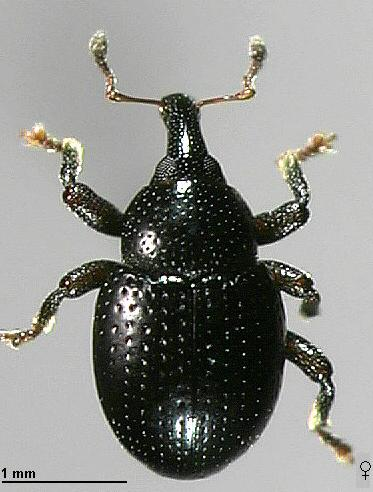
Leisoma sp.
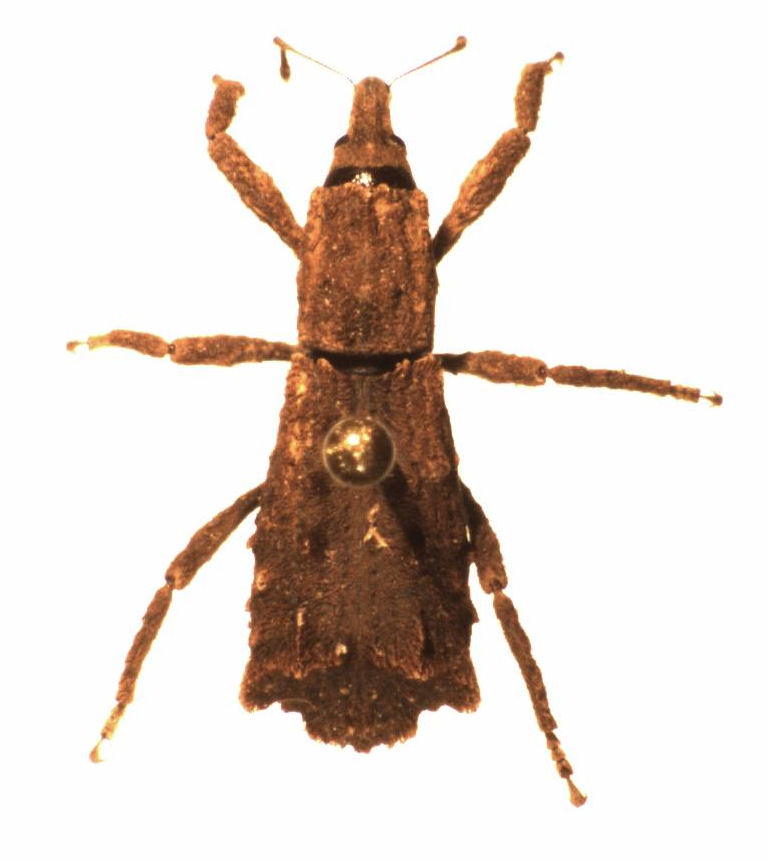
Cuneopterus conicus
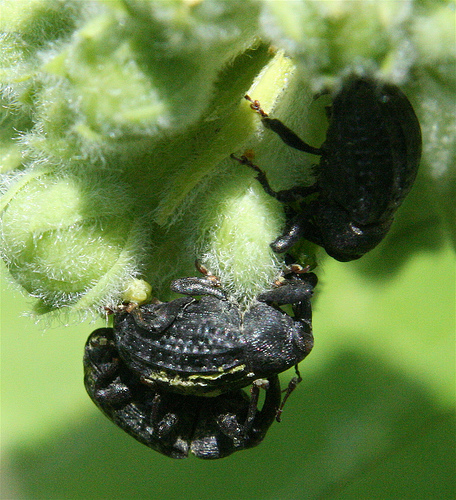
Rhyssomatus lineaticollis
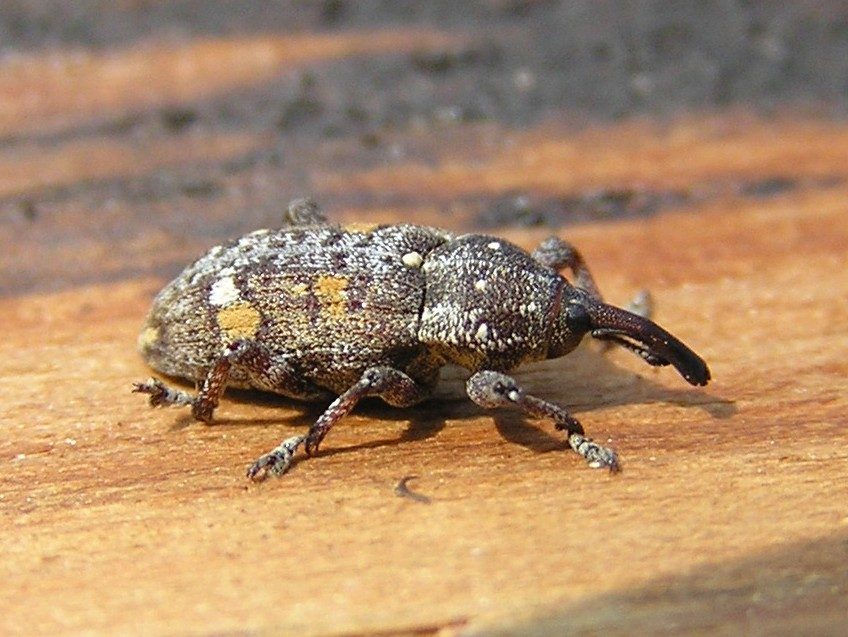
Pissodes notatus
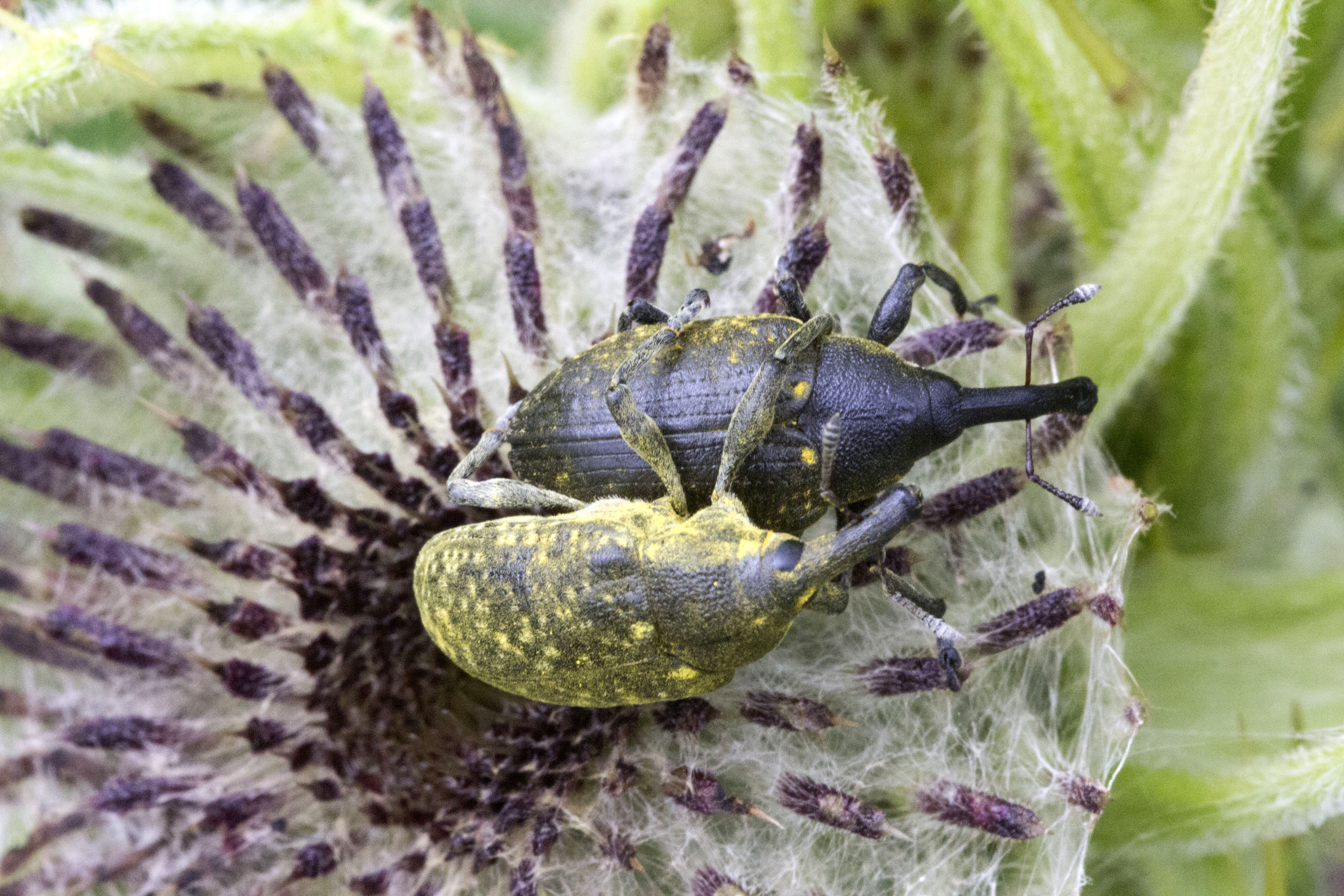
Liparus (Тулузький музей)